# (13010) Germantitov
(13010) Germantitov est un astéroïde de la ceinture principale.

## Description
(13010) Germantitov est un astéroïde de la ceinture principale. Il fut découvert le 29 août 1986 à Naoutchnyï par Lioudmila Jouravliova. Il présente une orbite caractérisée par un demi-grand axe de 3,13 UA, une excentricité de 0,10 et une inclinaison de 13,7° par rapport à l'écliptique.

## Compléments